# Хуршид Каджар
Хуршид Каджар, уроджена Нахчіванська ( азерб. Xurşid Qacar, 1894, Нахічевань - 1963, Баку ) - азербайджанська оперна співачка.

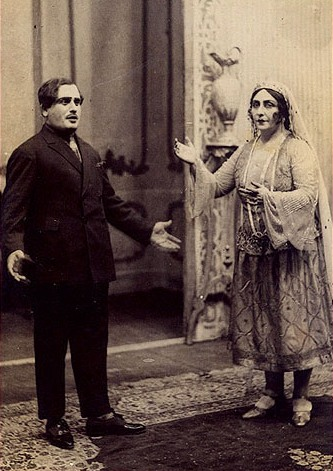
Хуршуд Каджар у ролі Гулчохри в Аршин Мал Алан у 1929 році.

## Біографія
Хуршуд народилася в 1894 році в Нахічевані в сім'ї Рагім-хана Нахчіванського, старшого брата Гусейна Хана Нахчіванського та члени родини Нахічеванських. Базову освіту здобула в школі-інтернаті святої Ніни в Баку . Вступивши до Московської консерваторії в 1 році, вона стала однією з перших азербайджанок, які навчаються за кордоном. Її викладачами у консерваторії були Умберто Мазетті, італійський педагог з вокалу, та Сергій Обуков, російський оперний співак Великого театру . Після здобуття освіти деякий час жила в Санкт-Петербурзі, а потім у 1919—1934 роках працювала в Азербайджанському державному театрі опери та балету . В 1935 вона була керівником невеликого оперного курсу при Оперному театрі  .
Вона була відома своїми образами Гульзар (в опері « Шах Ісмаїл » Мусліма Магомаєва ); Хуршудбану, Асі і Гульназ (відповідно в " Шах Аббас і Хуршуд Бану " (1912), " Аршин малий алан " (1913) і " Не та, так ця " (1910) - все Узеїра Гаджибекова ), і Мікаели (" Кармен " Жоржа Бізе ).
Пізніше, починаючи з 1935 року, вона працювала в музичних виданнях в Азернашрі, одночасно створюючи студію в Азербайджанському державному театрі опери та балету та готуючи зі своїми учнями « Демона » Антона Рубінштейна та « Царську наречену » Римського-Корсакова для азербайджанської сцени.
У 30-х роках на замовлення Узеїра Гаджибекова вона доручила тоді ще молодим композиторам Тофіку Кулієву і Закиру Багірову записати ноти мугамних макамів  Раст ", "Забул-Сегях" і "Дугях", а Мірза Мансур Мансуров їх виконував на тарі .
Померла влітку 1963 року у Баку.

## Родина
Хуршуд була одружена з Фейзуллою Мірзою Каджаром до 1920 року. Її другим чоловіком був граф Микола Миколайович Худяков. У Хуршуд був син від першого шлюбу - Шафі, названий на честь Шафі-Хана Каджара, від другого шлюбу у неї були прийомні діти Надір Алієв-Худяков, Аделія Алієва-Худякова та Марина Худякова.